# Ewa Panas
Ewa Panas-Drozdowska (ur. 14 marca 1947 w Opolu) – polska piosenkarka. Była jednym z filarów popularnego przed laty duetu Siostry Panas.

## Życiorys
Pochodzi z muzycznej rodziny. Ojciec był multiinstrumentalistą i kapelmistrzem w orkiestrze wojskowej, zaś matka chórzystką w filharmonii i w kościele. Karierę rozpoczynała w amatorskim środowisku muzycznym w Opolu. Śpiewała z czołowym zespołem big beatowym w mieście – Chłopcy z Opola. W 1964 roku podczas eliminacji do koncertu Mikrofon dla wszystkich, w ramach IV KFPP w Opolu wykonała piosenkę autorstwa siostry Anny Panas, pt. Co za radość żyć. W roku 1961 rozpoczęła wraz z nią pierwsze, nieśmiałe próby wokalne, które kilka lat później dały początek duetowi Siostry Panas (1964–1973) z którym występowała i nagrywała (grupę wypromował Witold Pograniczny). Zespół odniósł sukces oraz wylansował kilka przebojów, na czele z piosenką Jest jak jest (muz. E. Spyrka, sł. A. Markowa). W 1976 roku Ewa Panas wyjechała z mężem na stałe do Szwecji, gdzie mieszka pod dziś dzień i pracuje z niepełnosprawnymi dziećmi.